# Reykhólahreppur
Reykhólahreppur est une municipalité située sur la côte ouest de l'Islande.